# Buhoci
Buhoci – wieś w Rumunii, w okręgu Bacău, w gminie Buhoci. W 2011 roku liczyła 1255 mieszkańców.